# Wenden Lofts
Wenden Lofts – wieś i civil parish w Anglii, w Esseksie, w dystrykcie Uttlesford. W 2001 roku civil parish liczyła 72 mieszkańców.